# Вандербекен, Каролина
Каролина Вандербекен (нидерл. Caroline Vanderbeken; род. в 1950 году) — бельгийская шахматистка, победитель чемпионата Бельгии по шахматам среди женщин (1970).

## Шахматная карьера
С середины 1960-х до начала 1970-х годов Каролина Вандербекен была одной из ведущих шахматисток Бельгии. В 1970 году она выиграла чемпионат Бельгии по шахматам среди женщин после успеха в дополнительном матче плей-офф против Луизы-Жанны Лёффлер: 1,5:0,5. Каролин Вандербекен участвовала в традиционных матчах сборной Бельгии по шахматам против сборной Франции в 1969, 1970 и 1971 годах.
Каролин Вандербекен выступала за Бельгию на шахматной олимпиаде среди женщин в 1969 году в Люблине на первой доске (+1, =2, −11).